# 古川まつり
古川まつり（ふるかわまつり）は、宮城県大崎市で開催される七夕祭りをメインとした夏祭りで、前日の夜に花火大会が行われる。

## 概要
昭和22年から開催されている大崎市古川地区最大の夏祭りで、大通りでの「七夕まつり」、神輿行列やふるかわ踊り、ふるかわ太鼓が街を練り歩き、各商店街でも多彩なイベントが行われる。前日の夜に花火大会がある。
七夕飾りのある通りに、テント張りの出店が多数あるのも特徴の１つ。

## 沿革
- 1947年（昭和22年） - 第1回 開催
- 2015年（平成27年）8月3日・4日 - 第69回開催 保育所や幼稚園、小学校、中学校で造った竹飾り（七夕飾り）もある。古川中学校のマンドリンクラブの演奏などのステージ・イベント、バイオディーゼル燃料を使った車のお子様向け試乗会（無料）など、その他イベント多数。商業施設「リオーネふるかわ」の特設ステージで、女子プロレス、ファッションショー、ダンスコンテストなどのイベントあり[3]。

## 開催日/場所
- 8月2日 19:00～ 花火大会 - 古川江合橋下流河川敷周辺
- 8月3日～4日　10：00 ～20：00 - 宮城県大崎市古川十日町（三日町・七日町・台町）大崎市古川中心商店街[1][4]

## 開催行事
- 花火大会（2日）
- 古川まつり(3日、4日)

## イベント
- 七夕飾り
- 創作みこしパレード
- 古川おどり
- 古川まつり太鼓
- おまつり復興広場

など

## 主催
- 大崎市古川地域イベント連絡協議会[1]

## アクセス
- JR東北本線古川駅より徒歩15分
- 東北自動車道古川ICより車で10分
- 無料駐車場　旧宮城県古川合同庁舎跡地200台、熊野神社30台、JA古川駐車場80台、大崎市民会館・古川中央公民館200台など[5]

### ギャラリー

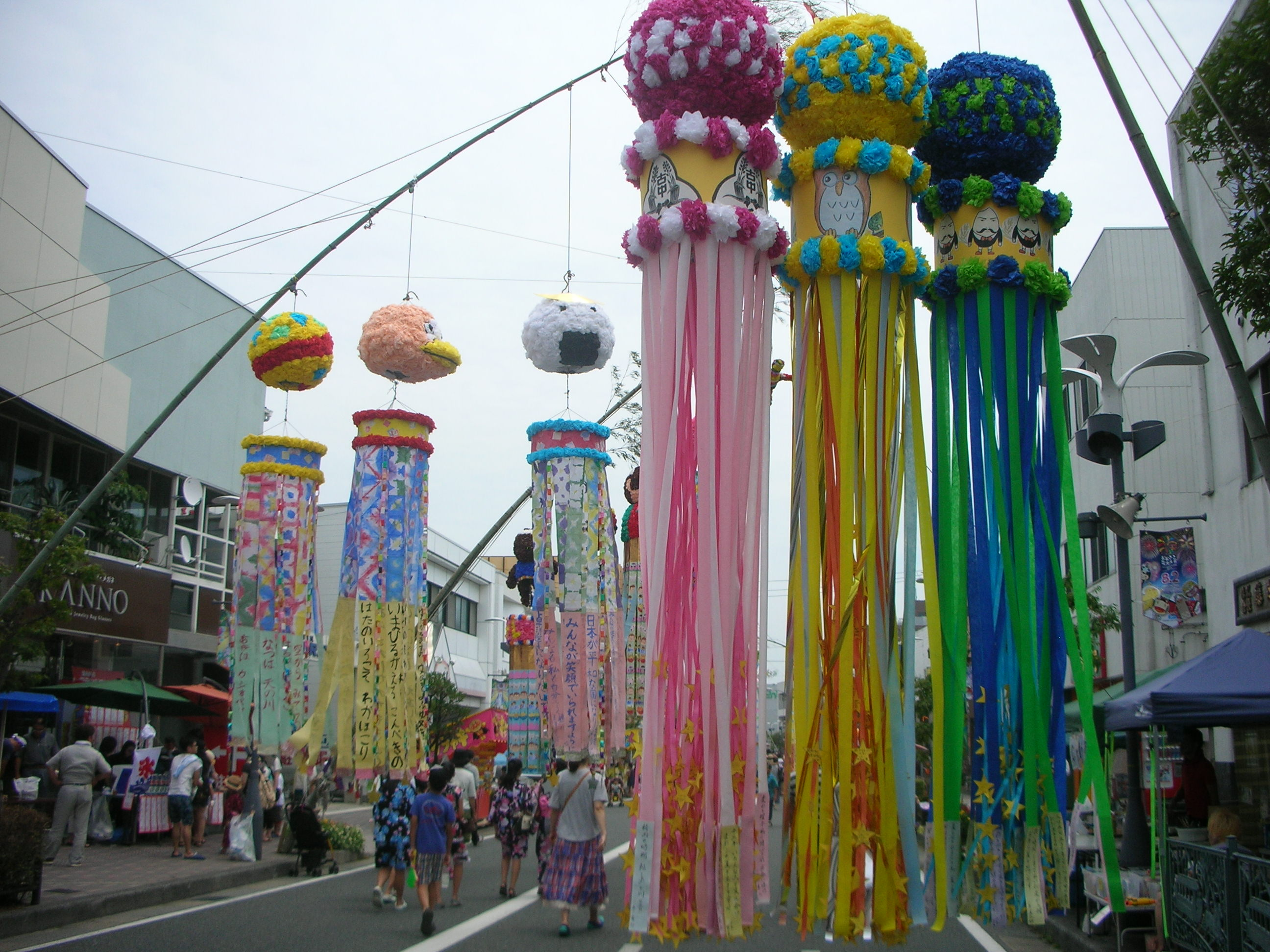
七夕飾りのコンクールもある（大崎市立古川中学校の作品）
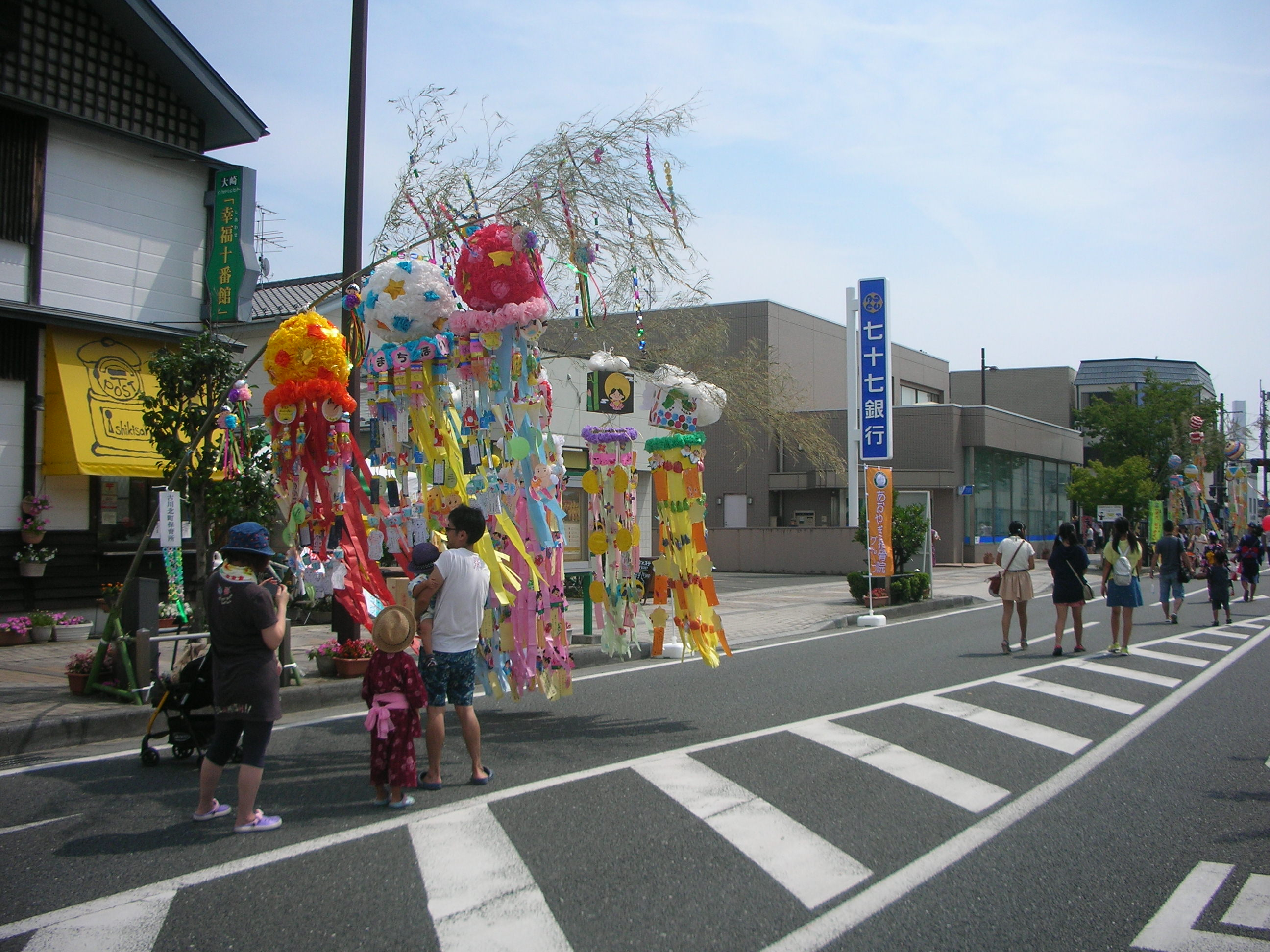
古川北町保育所の作品
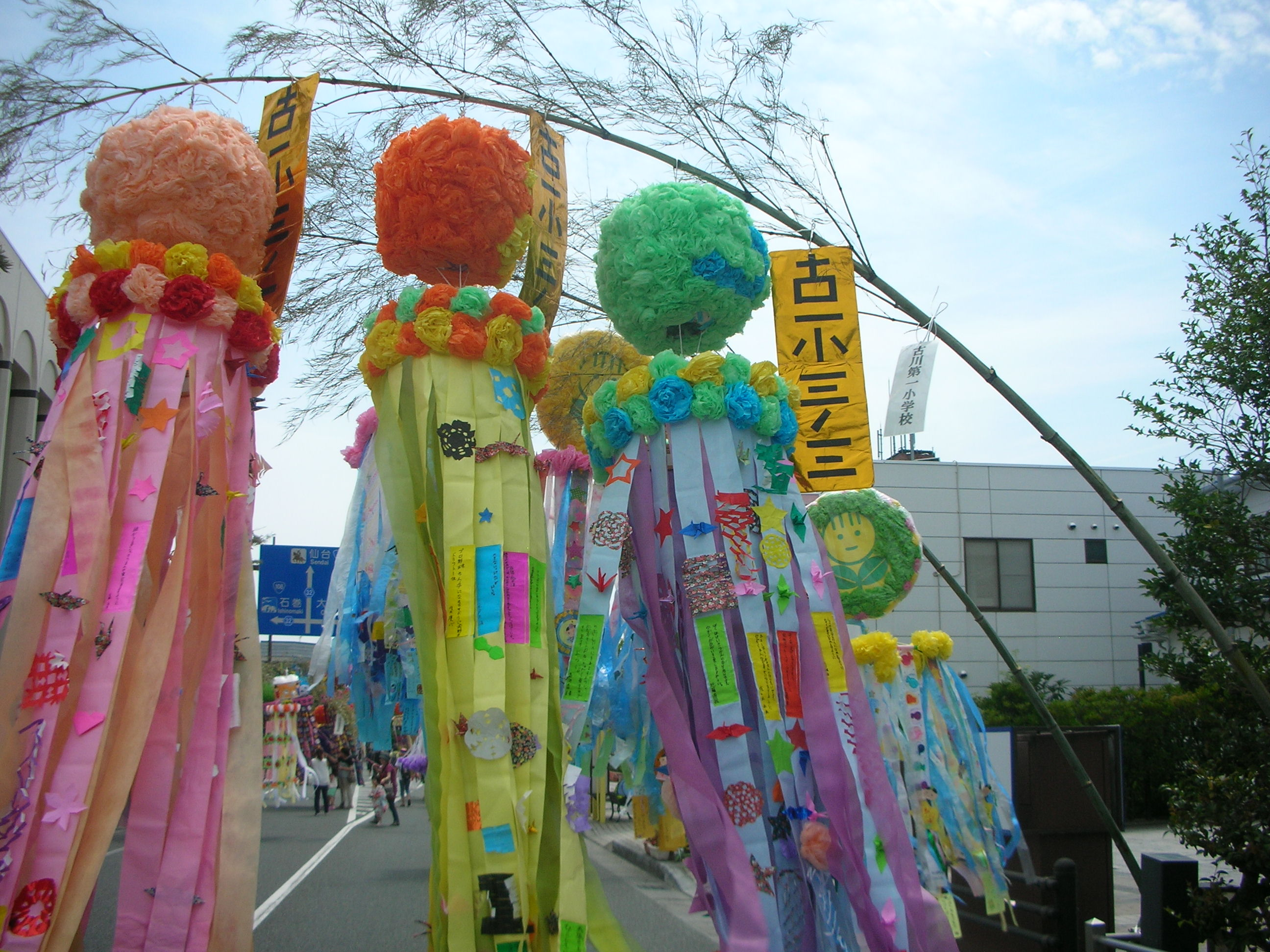
大崎市立古川第一小学校三年生の作品
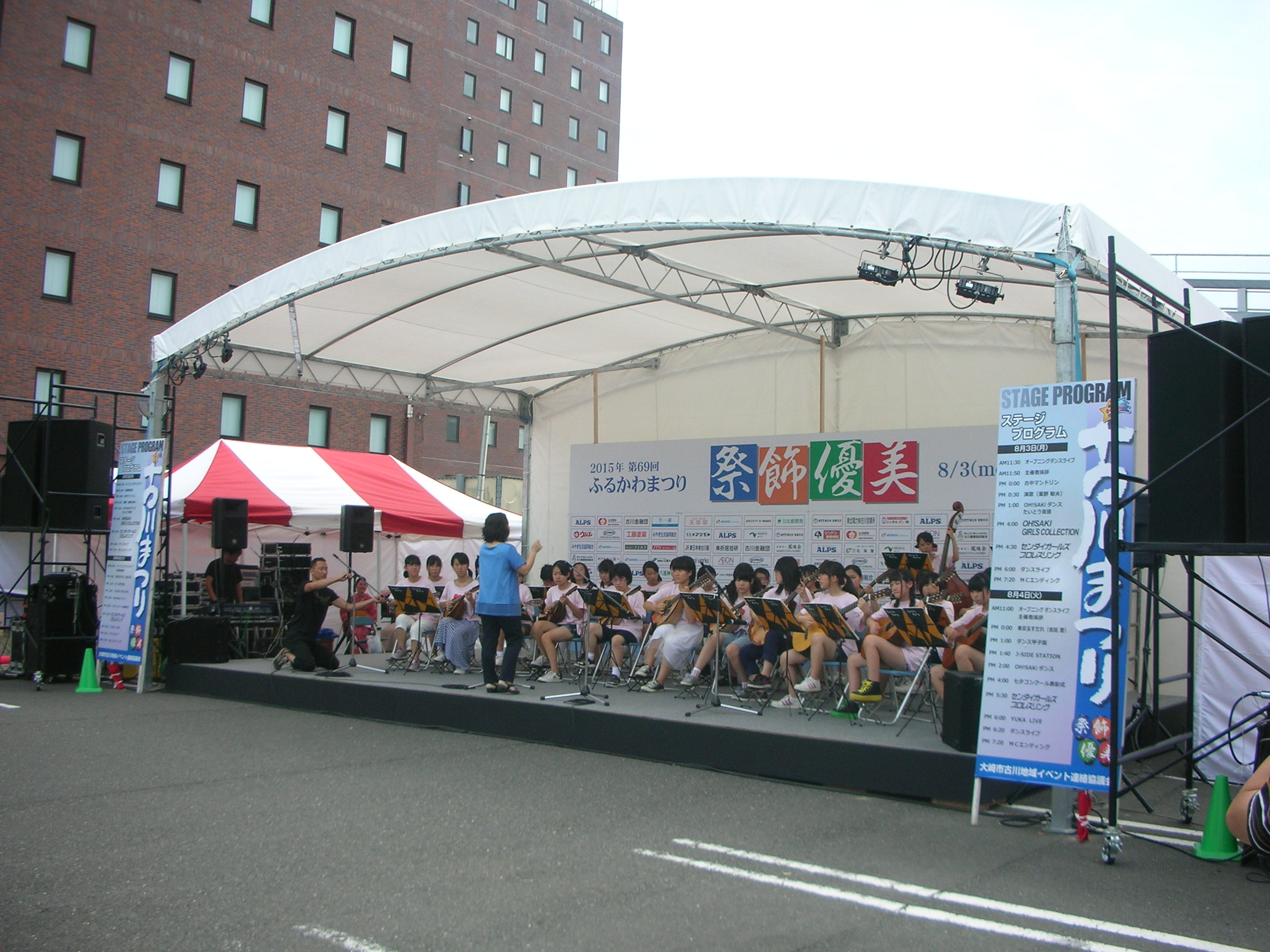
大崎市立古川中学校マンドリンクラブの演奏
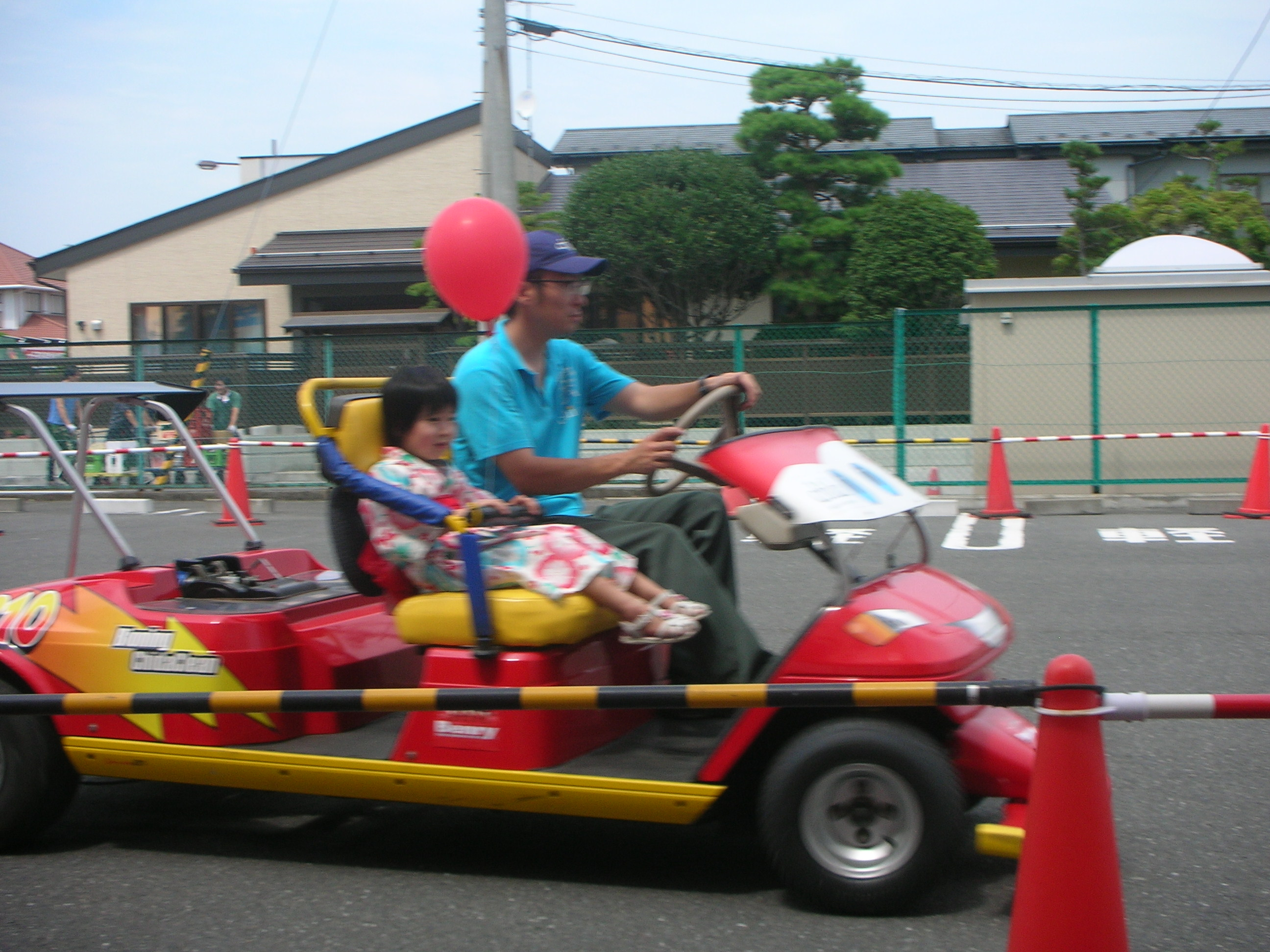
バイオディーゼル燃料により走る車に乗れる（千田清掃）